# Acmaea mitra
Acmaea mitra är en snäckart som beskrevs av Johann Friedrich von Eschscholtz 1833. Acmaea mitra ingår i släktet Acmaea och familjen Acmaeidae. Inga underarter finns listade i Catalogue of Life.

## Bildgalleri

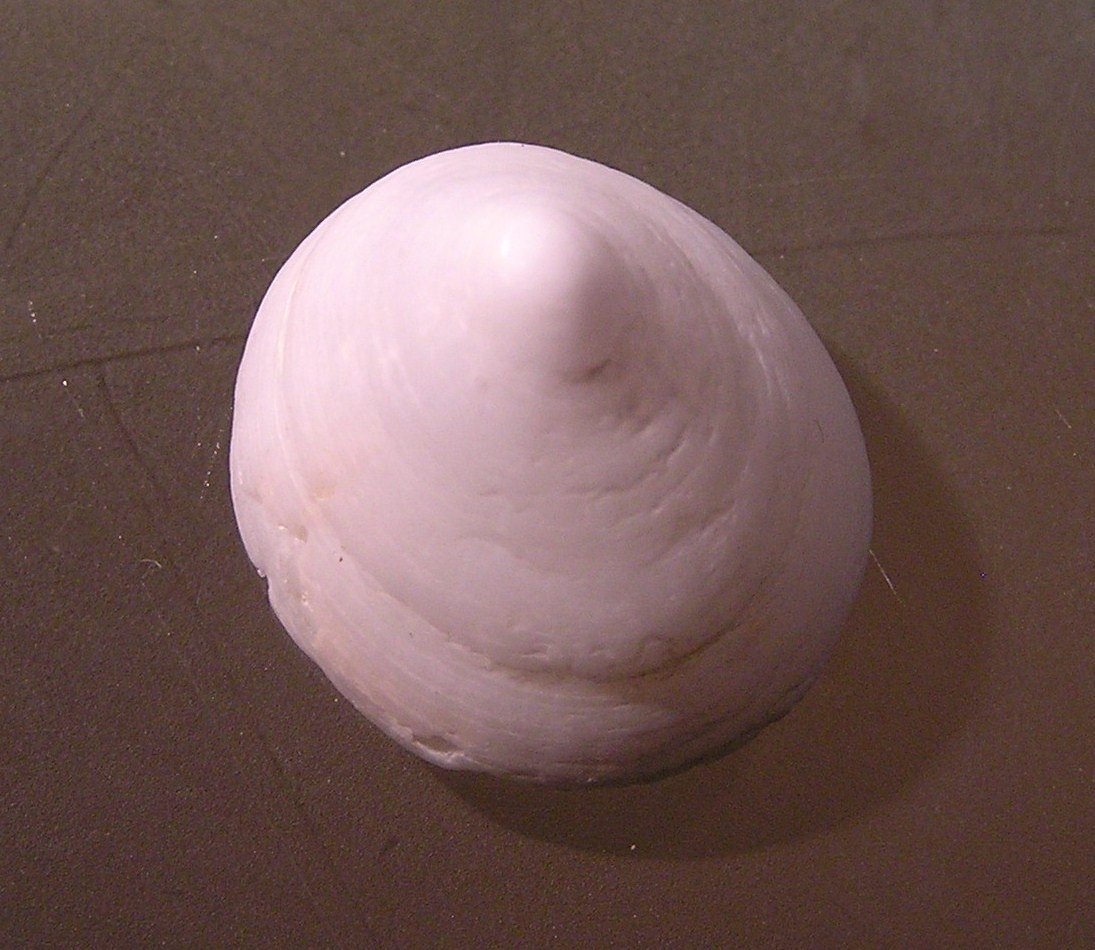
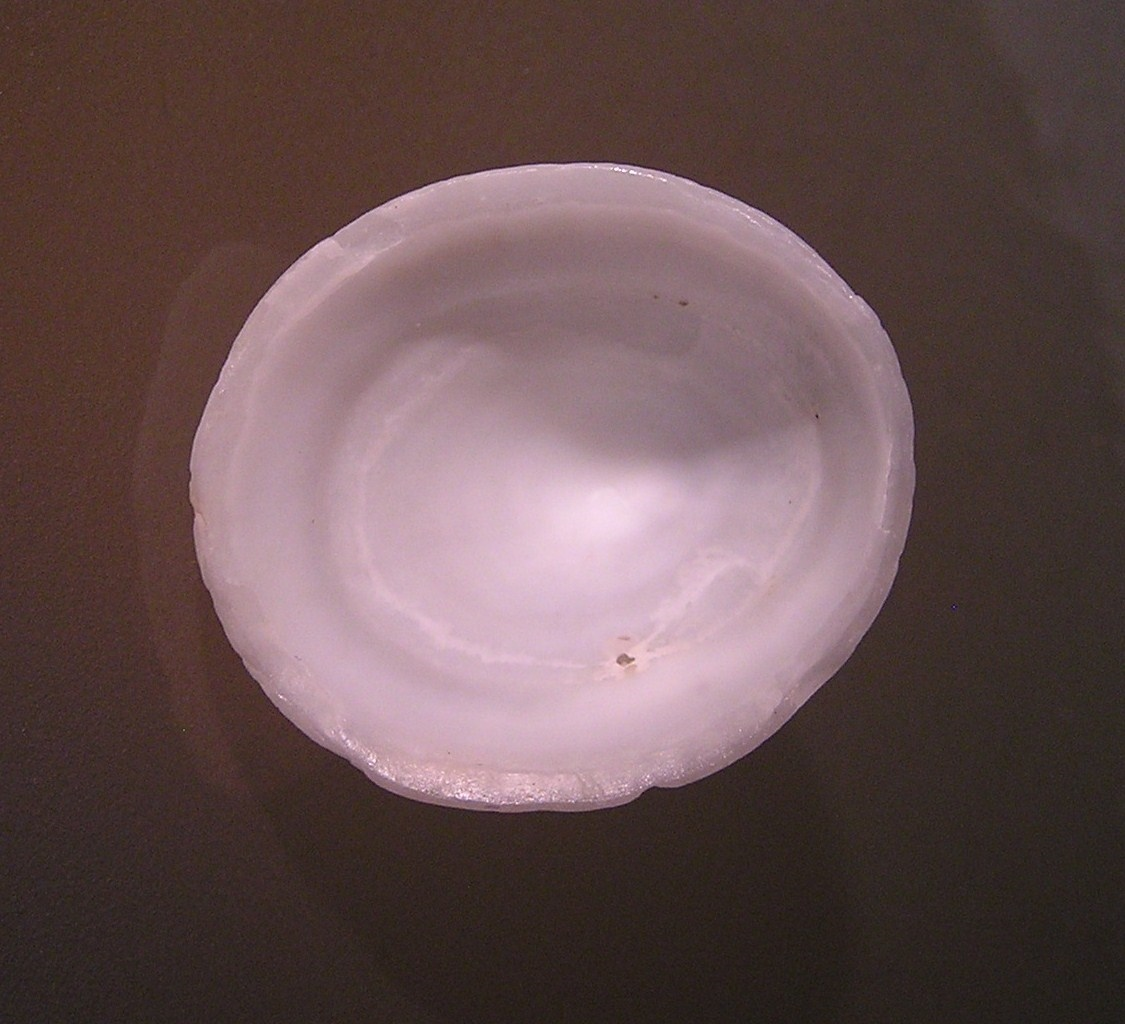